# Шљива
Шљива (Prunus subg. Prunus) је подрод рода Prunus из породице ружа (Rosaceae). Под шљивом се најчешће подразумевају сорте домаће шљиве (Prunus domestica L.), које су многобројне. Већину сорти човек користи у исхрани у виду воћа, а понеке се користе и због дрвета. Широм Европе се од плодова овог дрвета справља алкохолни напитак шљивовица (међу Србима често зван само шљива или шљивка), који се на нашим подручјима сматра српским националним пићем. Често се од плодова праве мармеладе и џемови (џем од шљива). Велике површине шљивика могу се видети у западној Србији и Шумадији. Статистика ФАО каже да је просечна продукција шљива у Србији за период 2000—2009. године 486.791 тона годишње, на почетку периода забележен је пад у производњи, али је 2003. године производња нагло повећана. У 2009. години износила 662.631 тону.

## Систематика шљива
Филогенетски посматрано, шљива припада истом роду (Prunus) у који спадају и бадем, бресква, кајсија, вишња, трешња и ловорвишња, а који као плод имају коштуницу. Род Prunus садржи неколико подродова, међу којима је и подрод Prunus, који се даље дели на три секције: Prunus (шљиве Старог Света), Prunocerasus (шљиве Новог Света) и Armeniaca (кајсије). 
- -{Genus Prunus
  - Subgenus Prunus
    - Sect. Prunus
    - Sect. Prunocerasus
    - Sect. Armeniaca}-

Подрод Prunus се од осталих подродова разликује по томе што има усамљене терминалне и латералне пупољке, као и глатку коштицу. Овакво чисто морфолошко разликовање подродова има практични значај, али се у новијим филогенетским истраживањима показала мала таксономска вредност таквих карактера у роду Prunus. Из секције Prunus на просторима Балкана широко су распрострањене P. domestica L. (домаћа шљива), P. insititia L. (трношљива), P. cerasifera Ehrh. (џанарика) и P. spinosa L. (трњина).

## Информације о хранљивости плодова шљиве
| У 100g шљива налази се: |         |       |       |          |           |             |          |
|                        |         | воде  | масти | калијума | калцијума | магнезијума | витамина |
| 47-48                  | 197-206 | 84-86 | 0,2   | 221 mg     | 14        | 10          | 5        |

Извор: 
| % дневних потреба који се унесе са 100 шљива |           |             |          |
| калијума                                     | калцијума | магнезијума | витамина |
| 11%                                          | 2%        | 3%          | 7%       |

Извор: 

## Домаћа шљива
Сматра се да је домаћа шљива настала хибридизацијом између трњине и џанарике. До данас је произведен велики број сорти (култивара) домаће шљиве, преко 2000. Гаји се у читавој Европи изузев крајњег севера, северној и јужној Африци, северозападној Индији, источној Азији, Северној Америци.
Све сорте су на бази практичне особине одвајања коштице од мезокарпа („меса“ плода) сврстане у две групе (које у савременој таксономији подрода немају значаја):
- цепаче или праве шљиве, којима се коштица лако одваја од „меса“ плода;
- глођуше или каланке, којима је ендокарп чврсто срастао за мезокарп.

## Трношљива
Код аутора који се баве таксономијом рода Prunus преовлађује мишљење да је трношљива настала као и домаћа шљива, у прошлости, спонтаном хибридизацијом између трњине и џанарике. Дуже је у култури него домаћа шљива, од које се разликује по нешто ситнијем лишћу, маљавим младим гранчицама, нешто већем присуству трња, нарочито у јувенилном стадијуму, и по плодовима, који су у трношљиве релативно ситнији, лоптасти, са округластом коштицом (ендокарпом), која више личи на коштицу црног трна (трњине) него џанарике.

### Сорте шљива гајене у Србији (према „Флори СР Србије")
У Србији се гаје следеће сорте шљиве:
- Аженка (Prune d'Agen) - стара француска сорта, носилац производње суве шљиве у Француској и у Калифорнији;
- Белошљива - домаћа сорта, распрострањена у смедеревском Подунављу и сливу Западне Мораве;
- Билска рана;
- Викторија (Queen Victoria);
- Рут Герштетер (Ruth Gerstetter);
- Дреновка (црношљива) - домаћа сорта, распрострањена у сливу Западне Мораве;
- Зелена ренклода (Reine Claude verte) - стара француска сорта, једна од најцењенијих сорти шљиве кроз историју;
- Илињача - домаћа сорта, распрострањена у свим шљиварским регионима Србије;
- Империал (Imperial);
- Јелица
- Италијанка (Prugna d'Italia);
- Калифорнијска плава (Sugar Prune, California Blue);
- Метлаш - стара домаћа сорта, распрострањена око Чачка;
- Моравка - домаћа сорта, распрострањена око Пожаревца, Петровца на Млави и по југозападним обронцима Хомољских планина;
- Нансијка мирабела (Mirabele de Nansy) - стара сорта из Француске;
- Папрачанка (дебељача) - домаћа сорта, распрострањена око Књажевца;
- Пожегача (мађарка, бистрица) - прастара одомаћена сорта, кроз историју најзаступљенија међу сортама шљива у Србији, сматра се најквалитетнијом сортом шљиве уопште, мана су јој само релативно ситни плодови, али велики проблем у њеном гајењу представља изузетно изражена осетљивост према вирусу шарке шљиве, која угрожава сам опстанак сорте
- Президент (President);
- Ситница (сариџа) - стара домаћа сорта, распрострањена у широј околини Пирота;
- Стенли (Стенлеј) (Stenley) - америчка сорта, лошег квалитета али веома распрострањена због изражене толерантности према вирусу шарке шљиве;
- Трновача (пискавац) - стара домаћа сорта, распрострањена око Чачка и Ваљева;
- Чачанска лепотица
- Чачанска рана
- Чачанска најбоља
- Чачанска родна
- Чачански шећер
- Фрушкогорска бела - домаћа сорта, налази се на падинама Фрушке горе;
- Цимерова рана;
- Црвена ранка (даросавка) - стара домаћа сорта пореклом из околине Аранђеловца (село Даросава), распрострањена у свим шљиварским регионима Србије отпорна на шарку мора да се гаји са другим сортама јер има стерилан полен;
- Џанарика (џенарика, ринглов, пуркача, пурак, мигољац, мигавац, пљускавац, репљанка и јаралика у источној Србији)- сродник (и предак) домаће шљиве и трношљиве, углавном самоникла, спонтано распрострањена широм Србије, у расадничарској производњи се користи као најчешћа подлога за шљиве и кајсије.

## Производња шљива
| Кина | 6.100.000  |     |
| Индија | 738.345    |     |
| Србија | 512.645    |     |
| Румунија | 306.967    |     |
| Чиле | 305.556    |     |
| Турска | 305.108    |     |
| Иран | 226.956    |     |
| Босна и Херцеговина | 220.000    |     |
| Италија | 210.564    |     |
| САД | 210.001    |     |
| Свет | 11.528.337 | [А] |
| Без симбола = званични податак, П = ФАО процена, А = званични, полузванични подаци или процена.ФАОСТАТ Архивирано на веб-сајту (19. јун 2012) |            |     |

## Галерија
- домаћа шљива

- трношљива

- трњина

- џанарика
- Црвенолисна шљива